# کتکان
کتکان، روستایی از توابع بخش رودبار شهرستان شهرستان قزوین در استان قزوین ایران است.

## جمعیت
این روستا در دهستان رودبار محمد زمانی قرار دارد و براساس سرشماری مرکز آمار ایران در سال ۱۳۸۵، جمعیت آن ۱۶۰ نفر (۴۸خانوار) بوده‌است.
کتکان از روستاهای خوش اب وهوا هست که مورد بازید گردشگرها می‌باشد و از محصولات مهم این روستا برنج است. مردم روستا به زبان فارسی تکلم می‌کنند.